# Історія пані Ївги
«Історія пані Ївги» — оповідання українського письменника, представника покоління «розстріляного відродження» Валер'яна Підмогильного. Твір був написаний у 1923 році. Вперше був надрукований 1924 року в журналі «Нова громада» (№ 17, с. 7 —8).
В оповіданні Валер'ян Підмогильний реалістично відтворив складну ситуацію взаємин старої інтеліґенції й нового ладу в перші пореволюційні роки. За таку жорстокість реальності йому в дружніх полеміках докоряли навіть найближчі друзі. Так, дружина Григорія Косинки Т. М. Мороз-Стрілець згадує, що коли В. Підмогильний якось почав розповідати про свою вчительську працю, за якою шкодував, про любов до дітей і сказав фразу: «Діти — від них залежить доля Батьківщини», Г. Косинка зауважив: 
«Такі переконання та думки ви, Валер'яне, вклали в уста своєї пані Ївги, яка умовляла, навчаючи Серьогу: «Інакше пролетаріат перемоги не здолає... Будемо ж учитись!» Але далі у творі «Історія пані Ївги» ви не дотримали цього. Навіщо такий кінець?
Валер'ян пояснив:
— Це життєвий факт.
— Прикрий факт! — сказав Григорій. — На те ви й художник, щоб іноді епізодові з життя надати забарвлення, якого вимагає наш час».
Але В. Підмогильний не став надавати актуального забарвлення описаним подіям, зберіг для читача колорит тогочасного життя у своїй конкретиці.

## Публікації твору
Оповідання входило до збірок «Військовий літун» (1924), «Проблема хліба» (1927, 1930), публікувалося в хрестоматіях «За 25 літ» А. Лебедя та М. Рильського (1926), «Боротьба та будівництво» Л. Єгорової, В. Павловського, Я. Чепіги (1929).

## Екранізація
- Історія пані Ївги, режисер Микита Іванов, 1990[2]

## Виноски
1. ↑  Мороз-Стрілець Т. Голос пам'яті, с. 111—112.
2. ↑  Історія пані Ївги[недоступне посилання]